# Lista de monarcas do Império Alemão

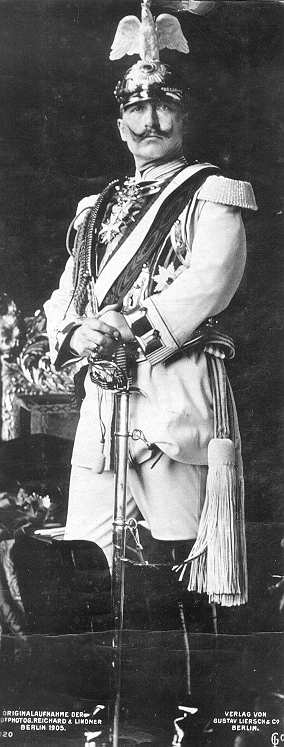
Guilherme II, em 1905, com uniforme militar de gala prussiano.

O Imperador alemão (em alemão: Deutscher Kaiser) foi o título oficial do chefe de estado do Império Alemão, na qual era ocupado pelo rei da Prússia. O título foi criado em 1871 para Guilherme I da Prússia, quando a Confederação da Alemanha do Norte, após a vitória da Prússia sobre a França na Guerra franco-prussiana, tornou-se um império, até 1918, quando acabou a Primeira Guerra Mundial (culminado a derrota da Alemanha) e eclodiu a Revolução Alemã, derrubando a monarquia, na qual as funções do Kaiser foram transmitidas para o Reichspräsident (em tradução literal "Presidente do Império") da República de Weimar. Ao todo foram três monarcas.

## História
Desde 1806 os estados alemães estavam fragmentados, em decorrência do fim do Sacro Império Romano-Germânico. Após 1815, com o Congresso de Viena, esses estados foram chefiados pelo Império Austríaco, na Confederação Germânica, e a partir de 1866 pelo Reino da Prússia, na Confederação da Alemanha do Norte, sucessora da Confederação Germânica, mas com a expulsão da Áustria e da Baviera.
A supremacia era disputada entre a Prússia e Áustria desde a criação da Confederação Germânica, em 1815 pelo Congresso de Viena, entretanto, a partir de 1850, a Prússia era superior aos austríacos economicamente, mas a liderança política só veio em 1862, quando  o rei de Guilherme I da Prússia fez um reforma militar.
A unificação alemã foi concretizada por Otto von Bismarck, O chanceler de ferro, ministro presidente do Reino da Prússia, que para formar a unidade alemã, desprezou os recursos do liberalismo político, preferindo a política da força.

### Proclamação de Guilherme I
Guilherme I recebeu o título imperial em 18 de janeiro de 1871, na Galeria dos Espelhos, no Palácio de Versalhes, faltando cinco meses para que acabasse a guerra com a França. O título foi cuidadosamente escolhido por Bismarck, entretanto, o novo imperador alemão (assim proclamado) aceitou com "má vontade", não só por achar o título prussiano "muito maior" que o alemão, reclamando ao seu filho Frederico que foi "forçado a deixar a brilhante coroa prussiana por esta coroa suja", mas também por preferir Imperador da Alemanha, que, no entanto,  era inaceitável para os monarcas federados e também teria sinalizado uma reivindicação de terras fora do seu reino (Áustria, Suíça, Luxemburgo, etc.).

### Abdicação de Guilherme II
A Revolução Alemã iniciou em 3 de novembro de 1918, com influência na Revolução Russa de 1917, com um ideal internacionalista fomentado pela Internacional Comunista, e da crise econômica causada pela Primeira Guerra Mundial que abalava a Alemanha. Com a revolução, os comunistas conseguiram no sul da Alemanha fundar a República Soviética da Baviera, e tentaram expandir o movimento. Entretanto, foi um governo breve, onde foi sufocado pelo governo social-democrata, suprimindo a extrema esquerda.
Após o rebentar da revolução alemã, Guilherme II não conseguia decidir se o melhor seria abdicar ou não. Até certo ponto, aceitou que o mais provável era ter de prescindir da coroa imperial, mas ainda tinha esperanças de conseguir manter o trono da Prússia. Esta crença tornou-se irreal quando, na esperança de preservar a monarquia perante crescente agitação revolucionária, o chanceler, o príncipe Max de Baden, anunciou que Guilherme iria abdicar de ambos os títulos a 9 de novembro de 1918. Até o príncipe Max foi forçado a abdicar do seu título nesse mesmo dia quando se tornou claro que apenas Friedrich Ebert, líder do Partido Social-Democrata (SPD), conseguia exercer algum tipo de controlo efetivo.
Guilherme apenas aceitou abdicar depois que o general Wilhelm Groener o informou de que os oficiais e soldados do exército voltariam a marchar ordenadamente sob o comando do marechal Paul von Hindenburg, mas nunca lutariam pelo trono de Guilherme na frente doméstica. O último e mais forte apoiante da monarquia tinha sido perdido e, finalmente, até o próprio Hindenburg, defensor da monarquia toda a vida, foi forçado, com algum embaraço, a aconselhar o imperador a desistir da sua coroa.

## Imperadores alemães
O rei Guilherme I foi proclamado imperador em 1871. Os únicos três imperadores da Alemanha (em alemão:  Deutscher Kaiser) eram da Casa de Hohenzollern, além de intitularem kaiser (que veio do latim cæsar (césar) e significa imperador). Todos eles também governavam o Reino da Prússia.
| Nome                                                               | Retrato                                                  | Nascimento                                                                                       | Casamento(s)                                                           | Morte                       | Ref   |
| ------------------------------------------------------------------ | -------------------------------------------------------- | ------------------------------------------------------------------------------------------------ | ---------------------------------------------------------------------- | --------------------------- | ----- |
| Guilherme I 18 de janeiro de 1871 – 9 de março de 1888             |                                                          | 22 de março de 1797 filho de Frederico Guilherme III da Prússia e Luísa de Mecklemburgo-Strelitz | Augusta de Saxe-Weimar 11 de Junho de 1829 2 filhos                    | 9 de março de 1888 90 anos  | [ 5 ] |
| Frederico III 9 de março de 1888 – 15 de Junho de 1888             |                                                          | 18 de outubro de 1831 filho de Guilherme I e Augusta de Saxe-Weimar                              | Vitória, Princesa Real 25 de janeiro de 1858 8 filhos                  | 15 de junho de 1888 56 anos | [ 6 ] |
| Guilherme II 15 de junho de 1888 – 9 de novembro de 1918 (abdicou) |                                                          | 27 de janeiro de 1859 filho de Frederico III e Vitória, Princesa Real                            | Augusta Vitória de Schleswig-Holstein 27 de fevereiro de 1881 7 filhos | 3 de junho de 1941 82 anos  | [ 7 ] |
| Guilherme II 15 de junho de 1888 – 9 de novembro de 1918 (abdicou) | Hermínia Reuss de Greiz 5 de novembro de 1922 sem filhos | 27 de janeiro de 1859 filho de Frederico III e Vitória, Princesa Real                            |                                                                        | 3 de junho de 1941 82 anos  | [ 7 ] |

## Imperadores titulares (1918 - presente)
Após a abdicação de Guilherme II em 1918, ele continuou sendo o chefe da Casa de Hohenzollern, imperador e rei titular e chefe da família real prussiana até sua morte em 1941, sendo sucedido por Guilherme da Alemanha, seu filho.
Os líderes sucessores do último Kaiser são chamados de Sua Alteza Imperial e Real, ou simplesmente Senhor. O atual chefe da dinastia é Jorge Frederico da Prússia, trineto de Guilherme II.
Para os sucessores de Jorge ao trono, veja Linha de sucessão ao trono alemão.
| Nome                                                       | Retrato                                                  | Nascimento                                                                            | Casamento(s)                                                           | Morte                          | Ref    |
| ---------------------------------------------------------- | -------------------------------------------------------- | ------------------------------------------------------------------------------------- | ---------------------------------------------------------------------- | ------------------------------ | ------ |
| Guilherme II 9 de novembro de 1918 – 4 de junho de 1941    |                                                          | 27 de janeiro de 1859 filho de Frederico III e Vitória, Princesa Real                 | Augusta Vitória de Schleswig-Holstein 27 de fevereiro de 1881 7 filhos | 4 de junho de 1941 82 anos     | [ 7 ]  |
| Guilherme II 9 de novembro de 1918 – 4 de junho de 1941    | Hermínia Reuss de Greiz 5 de novembro de 1922 sem filhos | 27 de janeiro de 1859 filho de Frederico III e Vitória, Princesa Real                 |                                                                        | 4 de junho de 1941 82 anos     | [ 7 ]  |
| Guilherme 4 de junho de 1941 – 20 de julho de 1951         |                                                          | 6 de maio de 1882 filho de Guilherme II e Augusta Vitória de Schleswig-Holstein       | Cecília de Mecklemburgo-Schwerin 6 de junho de 1905 6 filhos           | 20 de julho de 1951 69 anos    | [ 8 ]  |
| Luís Fernando 20 de julho de 1951 – 29 de setembro de 1994 |                                                          | 9 de novembro de 1907 filho de Guilherme e Cecília de Mecklemburgo-Schwerin           | Kira Kyrillovna da Rússia 1938 7 filhos                                | 29 de setembro de 1994 86 anos | [ 9 ]  |
| Jorge Frederico 29 de setembro de 1994 – Presente          |                                                          | 10 de junho de 1976 filho de Luís Fernando da Prússia e Donata de Castell-Rüdenhausen | Sofia de Isemburgo 25 de agosto de 2011 2 filhos                       |                                | [ 10 ] |

## Titulatura régia
Ambos os três imperadores, entre 1871 e 1918, ostentavam os mesmos títulos:
Sua Majestade imperial e real, Pela graça de Deus, Imperador alemão, Rei da Prússia, Marquês do Brandemburgo, Burgrave de Nuremberg e Conde de Hohenzollern, Soberano e Duque Superior da Silésia e do Condado de Glat, Grão-Duque do Baixo Reno e da Posnânia, Duque da Saxônia, Vestfália e Engern, da Pomerânia, Luneburgo, Holstein e Schleswig, de Magdeburgo, Bremen, Clève, Jülich e Berg, Wenden e Kaschuben, de Krossen, Lauemburgo e Mecklemburgo, conde de Hesse e da Turíngia, marquês de Lusácia Superior e Inferior, Príncipe-Herdeiro de Orange, Príncipe de Rügen, Frísia Oriental, Padernborn e Pyrmont, Halberstadt, Münster, Minden, Osnabruque, Hildesheim, Verden, Kammin, Fulda, Nassau e Mörs, Conde de Heneberga, Conde de Marca e de Ravensberg, Hohenstein, Tecklenburg e Linden, de Mansfeld, Sigmarigen e Veringen, Senhor de Frankfurt.